# Васил Панайотов (писател)
Васил Панайотов е български писател.
Автор е на романите „Убиец“ (2016), „Другата“ (2018), „Сянка“ (2020), "24 ЧАСА ТРУД" (2021), "Плът и Крафт" (2022). Съавтор е на сборниците с разкази „Любовни упражнения“ (2011), „Проект смърт“ (2011), „Обича ме, не те обича“ (2016), "Любовта за напреднали" (2022), както и на романа „Стъклен дом 2" (2011). Дебютната му книга е стихосбирка, която излиза през 2000 г.  Романите му "Сянка", "24 ЧАСА ТРУД" и "Плът и Крафт" са номинирани за литературната награда на Фонд "13 Века България" и наградата за съвременна българска проза "Хеликон".  
Дебютният му самостоятелен роман „Убиец“ печели анонимния конкурс на издателство „Сиела“, където се класира втори под името „Отчужден“ след романа „Непорочна практика“ на Деница Дилова. В предаването на БНТ „Ръкописът“, романът отново печели второ място, след "Аз още броя дните" на Георги Бърдаров. Авторът започва романа си две години по-рано на 33-годишна възраст, когато напуска работата си в корпоративния сектор, за да се занимава с писане.
Също така е автор на над сто статии за списанията DIVA!, ЕГОИСТ, FREESTYLE и „Жената днес“.
Васил Панайотов страни от светлините на прожекторите и публичните му изяви са рядкост. Освен с писане, се е занимавал със счетоводство и смята че:
| „ | Да се издържаш от писане, означава изискано да гладуваш. Но писането не е и не трябва да бъде работа. Всяка работа търси да максимизира печалбата си, а тя от своя страна – да максимизира вкуса, оборота, тиража. Добрият писател, въобще добрият артист никога не трябва да мисли за пари, за да не прави компромис с творчеството си заради тях.“ | “ |